# Ptitim

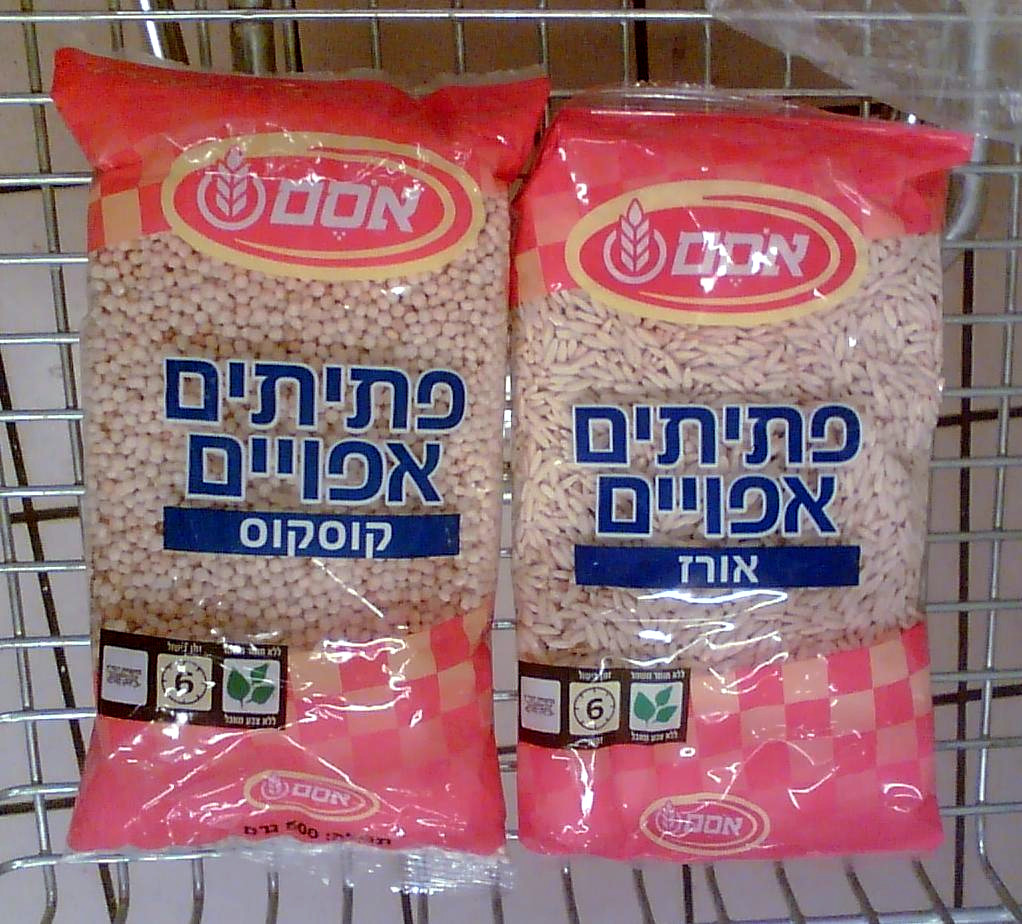
Ptitim ve dvou základních tvarech

Ptitim (hebrejsky פתיתים‎) je druh pražených těstovin ve tvaru rýžových zrn či malých koulí, které byly vyvinuty v Izraeli během 50. let 20. století, kdy zde byla rýže vzácná. Mimo Izrael je někdy prodáván pod komerčním názvem izraelský kuskus nebo jeruzalémský kuskus. V Izraeli byl zejména v minulosti nazýván jako „Ben Gurionova rýže“.

## Dějiny
První izraelský premiér David Ben Gurion požádal Eugena Propera, jednoho ze zakladatelů potravinářské společnosti Osem Investments, o rychlou náhradu za nedostatkovou rýži na bázi pšenice. Společnost vyvinula ptitim, těstoviny z pšeničné mouky pražené v troubě. Poté se ptitim stal populárním a k původnímu tvaru rýžového zrnka přibyla koule, která byla označována jako „kuskus“. 

## Příprava
V Izraeli je ptitim zejména populární jako dětské jídlo, buď sám o sobě nebo s osmaženou cibulí a rajčatovou omáčkou. Americký kuchař Charlie Trotter vymyslel recept ptitimu podávaný se špenátem, artyčokem a Kalamata olivami.